# Блізніченко Андрій Валерійович
Андрі́й Вале́рійович Блізніче́нко (нар. 24 липня 1994, Новоград-Волинський, Житомирська область, Україна) — український футболіст, півзахисник клубу «Звягель». Грав за молодіжну збірну України.

## Клубна кар'єра

### Початок кар'єри
Першим тренером Андрія Блізніченка став його батько — Валерій Анатолійович, тренер ДЮСШ «Звягель», який почав прищеплювати синові любов до футболу вже у трирічному віці.

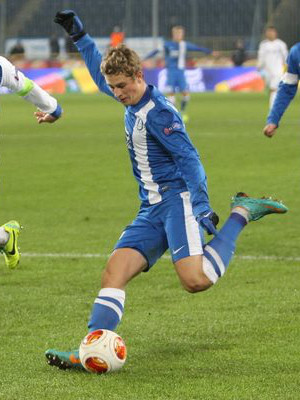
Андрій Блізніченко у складі «Дніпра». 18 квітня 2014 року

Свою кар'єру Андрій розпочав восени 2007 року в юнацькій команді запорізького «Металурга» на позиції нападника. Згодом був переведений у півзахист. За неповні 4 роки виступів у ДЮФЛ Блізніченко провів 69 матчів, у яких забив 80 м'ячів.
У 2011 році розбіжності щодо нового контракту з керівництвом «Металурга» спричинили конфлікт, через який Блізніченко більш як на рік залишився поза клубним футболом. У цей же час футболіст серйозно травмувався в матчі за юнацьку збірну України.

### «Дніпро»
Улітку 2012 року підписав контракт із «Дніпром», який допоміг Андрієві з операцією у Німеччині. У дебютному сезоні за новий клуб провів 14 матчів за дублювальний склад, у яких відзначився 5-ма забитими м'ячами. 28 листопада 2013 року дебютував в основному складі «Дніпра» у матчі Ліги Європи проти румунського «Пандурія» (4:1 — перемога «дніпровців»).
Під час зимової перерви сезону 2013/14 перебував на оглядинах у львівських «Карпатах». Але клуби не змогли домовитись щодо умов виступів гравця й Блізніченко повернувся до Дніпропетровська.
5 квітня 2014 провів перший матч в Прем'єр-лізі: «Дніпро» на виїзді переміг сімферопольську «Таврію» з рахунком 2:0. Дебютним голом в УПЛ відзначився 1 березня 2015 року у переможному матчі проти луцької «Волині» (5:0).

### «Карабюкспор»
16 січня 2017 року було оголошено про перехід Блізніченка до лав турецького клубу «Карабюкспор». «Дніпро» отримав за Андрія 300 тис. доларів, які пішли на організацію якісних зимових зборів команди. За турецький клуб виступав упродовж неповних трьох років. Після пониження команди у класі  в сезоні 2017/18 зіграв в Першій турецькій лізі лише один матч і залишив команду.
«Шериф»
У кінці жовтня 2018 року підписав контракт із тираспольським «Шерифом». За два сезони в команді провів за тираспольців лише 21 гру і відзначився 11-ма забитими м'ячами. Також став дворазовим чемпіоном Молдови та один раз здобув Кубок країни.
«Інгулець»
У січні 2022 року після розірвання контракту із «Шерифом» перейшов до «Інгульця» із Петрового. Утім через збройну агресію росії в сезоні 2021/22 в жодній грі участі не взяв. У наступній першості через постійні травми зіграв за «Інгулець» лише 4 матчі в рамках УПЛ і в січні 2023 залишив команду.
«Верес»
У січні того ж року підписав піврічний контракт із рівненським «Вересом». Договір містив опцію автоматичної пролонгації ще на 2,5 сезони. За команду із Рівного дебютував 4 березня 2023 року у домашній грі проти одеського «Чорноморця» (1:3), а лік голам за рівнян в рамках УПЛ відкрив 1 квітня 2023 року також у домашньому матчі проти криворізького «Кривбаса» (1:2). Загалом у сезоні 2022/23 провів за «Верес» 15 ігор, в яких відзначився п'ятьма забитими голами.
| Сезон                    | Команда                  | Турнір                   | М  | Г  |
| ------------------------ | ------------------------ | ------------------------ | -- | -- |
| 2012/13                  | «Дніпро»                 | УПЛ                      | 0  | 0  |
| 2013/14                  | «Дніпро»                 | УПЛ                      | 1  | 0  |
| 2014/15                  | «Дніпро»                 | УПЛ                      | 8  | 3  |
| 2015/16                  | «Дніпро»                 | УПЛ                      | 2  | 0  |
| 2016/17                  | «Дніпро»                 | УПЛ                      | 15 | 2  |
| Загалом за «Дніпро»      | Загалом за «Дніпро»      | Загалом за «Дніпро»      | 26 | 5  |
| 2016/17                  | «Карабюкспор»            | Süper Lig                | 12 | 1  |
| 2017/18                  | «Карабюкспор»            | Süper Lig                | 21 | 0  |
| 2018/19                  | «Карабюкспор»            | TFF 1. Lig               | 1  | 0  |
| Загалом за «Карабюкспор» | Загалом за «Карабюкспор» | Загалом за «Карабюкспор» | 34 | 1  |
| 2019                     | «Шериф»                  | Super Liga               | 5  | 3  |
| 2019/20                  | «Шериф»                  | Super Liga               | 16 | 8  |
| 2020/21                  | «Шериф»                  | Super Liga               | 0  | 0  |
| Загалом за «Шериф»       | Загалом за «Шериф»       | Загалом за «Шериф»       | 21 | 11 |
| 2021/22                  | «Інгулець»               | УПЛ                      | 0  | 0  |
| 2022/23                  | «Інгулець»               | УПЛ                      | 4  | 0  |
| 2022/23                  | «Верес»                  | УПЛ                      | 15 | 5  |
| 2023/24                  | «Верес»                  | УПЛ                      | 10 | 1  |
| Загалом за «Верес»       | Загалом за «Верес»       | Загалом за «Верес»       | 25 | 6  |

## Кар'єра у збірній
За юнацьку збірну України (U-17) дебютував 18 серпня 2009 року в матчі проти збірної Литви, у якому українці поступились 1:4. А вже за 4 дні вперше відзначився у складі збірної, забивши гол у ворота юнацької збірної Білорусі. З 2009 по 2013 рік у складі юнацьких збірних усіх вікових категорій провів 54 матчі й забив 10 голів.
Грав за молодіжну збірну України.

## Досягнення
- Володар Кубка Молдови (1):

«Шериф»: 2018-19.
Чемпіон Молдови (2) :
«Шериф»: 2019, 2020-21